# Начез, Тивадар
Ти́вадар На́чез (венг. Nachéz Tivadar, собственно Теодор Нашиц, нем. Theodor Naschitz; 1 мая 1859, Пешт — 29 мая 1930, Лозанна) — венгерско-британский скрипач и композитор еврейского происхождения.
Начал учиться музыке в пятилетнем возрасте у концертмейстера Будапештского придворного оркестра (ученика Морица Мильднера). Благодаря дружбе своего отца с Ференцем Листом получил возможность совместного музицирования с великим пианистом. По королевской стипендии в течение трёх лет обучался, вместе с Енё Хубаи, в Берлине у Йозефа Иоахима, затем завершил своё музыкальное образование в Париже у Юбера Леонара, которому, по собственному признанию, был в наибольшей степени обязан красотой тона. К годам учёбы у Леонара относится и наиболее известное оригинальное сочинение Начеза — виртуозные «Цыганские танцы».
Впервые выступил в Англии в 1881 году, в Хрустальном дворце, и вскоре обосновался в Лондоне, откуда часто выезжал для гастролей в различные европейские страны. В 1893 году выступил в концерте по случаю открытия Куинс-холла, а также в двух предшествовавших открытию неофициальных концертах для членов королевского дома. Пользовался высокой репутацией среди британских музыкантов; Для Начеза был написан, среди прочего, концерт для скрипки с оркестром Фредерика Клиффа (1896), причём каденция принадлежит самому скрипачу.
Композиторское наследие Начеза включает Реквием, два скрипичных концерта, камерные сочинения. Он также предложил собственные редакции двух скрипичных концертов Антонио Вивальди.